# Frakce (politika)
Frakce je v politice názorově homogenní a organizovaná skupina osob v rámci nějaké větší skupiny (parlamentu, politické strany, zastupitelstva atd.). Členství ve frakcích je obvykle výlučné, nikdo nemůže být současně členem dvou nebo více frakcí. Pro neorganizované skupiny v rámci stran se užívá označení křídlo, orientace apod. Názorové frakce se začaly vytvářet ve volených zákonodárných sborech už od středověku (např. italská města), od 17. století v parlamentech (Velká Británie, Nizozemí), sehrály velkou roli za Velké francouzské revoluce a postupně z nich vznikly politické strany.

## Parlamentní frakce
V parlamentní demokracii rozhodují většiny a poslanci legislativních sborů se tedy sdružují podle politických stran (případně volebních koalic). Parlamentní frakce či poslanecké kluby (v USA caucass [kókæs]) jsou důležitá složka parlamentního vyjednávání a slouží jednak k diskusi a vytváření společného postoje k jednotlivým rozhodnutím, k udržování jednotné politiky strany navenek a k vyjednávání s jinými frakcemi. Parlamentní frakce jsou organizovány podle jednacího řádu příslušné sněmovny, mají své předsedy, vedení a tajemníky. Aby se příliš neštěpily, bývá počet členů omezen zdola: v českém parlamentě má klub nejméně 3 členy, frakce v Evropském parlamentu nejméně 25 členů z nejméně 7 států. Také financování stran se děje zčásti přes parlamentní kluby či frakce.
Podobně se sdružují i krajští a obecní zastupitelé a členové dalších volených grémií.

## Vnitrostranická frakce
Zejména v početnějších politických stranách se přirozeně vyskytují rozmanité názory a jejich nositelé mohou tvořit více nebo méně organizované frakce. Totéž platí i pro jejich poslance, senátory nebo radní. Pokud se lidé různých názorů sdruží, mohou v diskusích navzájem využívat svých znalostí a zkušeností a pokud si frakce vytvoří společné stanovisko, má v jednání vyššího celku větší váhu.
Politické strany se snaží své zastupitele držet pohromadě, aby vystupovali jednotně. V silně centralizovaných stranách se dělení na další frakce nedovoluje a může být i důvodem k vyloučení nebo dokonce ke ztrátě mandátu. V mezinárodním komunistickém hnutí bylo od 30. let 20. století přísně zakázáno a někdy i trestáno. Na druhé straně mohou i vnitrostranické frakce přispívat k hledání nejlepších možných kompromisů a podstatně urychlovat vyjednávání. Například němečtí Svaz 90/Zelení jsou známí tím, že obě frakce (Fundi i Realos) ve straně tradičně přiznaně existují a organizují se.